# Lasallia pustulata
Lichen à pustules
Espèce
Synonymes
- Capnia pustulata (L.) A. St.-Hil.[2]
- Gyromium pustulatum (L.) Wahlenb.[2]
- Gyrophora pustulata (L.) Ach.[2]
- Lasallia pustulata[3]
- Lecidea pustulata (L.) Palmstr. & Venus[2]
- Lichen pustulatus L.[2]
- Macrodictya pustulata (L.) A. Massal.[2]
- Umbilicaria pustulata (préféré par NCBI)[3]
- Umbilicaria pustulata (L.) Hoffm.[2]

Lasallia pustulata est une espèce de champignons lichénisés (lichen) du genre Lasallia.

## Description

### Thalle
Le thalle foliacé et ombiliqué (attaché par un crampon central unique, l'ombilic), de 3-6(15) cm de diamètre, est gris-brun à brun noirâtre par temps sec, vert-olive quand il a plu. Sa face supérieure est couverte de pustules convexes et de bouquets d’isidies coralloïdes brun-noir, la partie centrale étant recouverte d’une pruine blanche.

### Reproduction
La reproduction sexuée est assurée par de très rares apothécies lisses et noires, de 1-3 mm de diamètre.
Les pustules correspondant à des propagules : la migration de ces pustules du centre à la périphérie donne naissance à des isidies marginales qui assurent la reproduction végétative du thalle.

### Écologie
Cette espèce saxicole calcifuge est commune sur des roches enrichies en nutriments (nitrates ou sels minéraux).
Les pluies déclenchent une réhydratation très rapide de L. pustulata (faculté de reviviscence) : ses bords recourbés vers le haut s'étalent et la face supérieure du thalle vire vers une teinte brun verdâtre, couleur qui traduit la reprise d’activité photosynthétisante des algues vertes microscopiques du genre Pseudotrebouxia.

## Intérêts
Le thalle entier est utilisé pour ses propriétés tinctoriales.
En raison de sa comestibilité[réf. souhaitée] et de ses marges ondulées, cette espèce a reçu le nom de « tripe de roche », appellation également de diverses espèces proches du genre Umbilicaria.

## Synonymes
Cette espèce a reçu comme synonymes :
- Umbilicaria pustulata
- Lecidea pustulata
- Capnia pustulata
- Gyrophora pustulata
- Macrodictya pustulata
- Gyromium pustulatum